# Херштет
Херштет (њем. Heerstedt) општина је у њемачкој савезној држави Доња Саксонија. Једно је од 57 општинских средишта округа Куксхафен. Према процјени из 2010. у општини је живјело 447 становника. Посједује регионалну шифру (AGS) 3352021.

## Географски и демографски подаци
Херштет се налази у савезној држави Доња Саксонија у округу Куксхафен. Општина се налази на надморској висини од 11 метара. Површина општине износи 18,9 km². У самом мјесту је, према процјени из 2010. године, живјело 447 становника. Просјечна густина становништва износи 24 становника/km².